# (20151) Utsunomiya
(20151) Utsunomiya (1996 TO6) – planetoida z pasa głównego asteroid okrążająca Słońce w ciągu 3,55 lat w średniej odległości 2,33 j.a. Odkryta 5 października 1996 roku.